# Estadio Punjab
El Punjab Stadium es un estadio de fútbol ubicado en la ciudad de Lahore, Pakistán. Es principalmente usado para eventos de fútbol o cricket, también para rugby. Este escenario fue construido en 2003 y tiene una capacidad para 15 000 espectadores. Se denomina así porque se encuentra en la provincia de Punyab (Pakistán) (en inglés Punjab).
El estadio fue inaugurado el 3 de marzo de 2003 por el primer ministro de Punyab. Desde ese momento, ha albergado 13 partidos de la AFC President's Cup, competición de clubes organizada por la Confederación Asiática de Fútbol.

## Partidos internacionales
El estadio albergó por primera vez un partido internacional entre las selecciones de Pakistán y la India el 18 de junio de 2005

### Otros partidos
| Fecha                 | Partido             | Competición                    |
| 11 de octubre de 2006 | Pakistán - Jordania | Asian Cup                      |
| 14 de febrero de 2007 | Pakistán - Singapur | Asian Cup                      |
| 28 de marzo de 2007   | Pakistán - Kuwait   | Clasificación Juegos Olímpicos |
| 16 de mayo de 2007    | Pakistán - Baréin   | Clasificación Juegos Olímpicos |

## Otros eventos
Además de los partidos internacionales de fútbol, el estadio Punyab ha albergado los siguientes eventos:
- 69.º Punjab Games (marzo de 2003)
- Fase final del 50.º Campeonato Nacional de Fútbol de Pakistán (2004)
- Marathon Internacional de Lahore (enero de 2005)
- 39.os Campeonatos Nacionales de Atletismo de Pakistán (2005)
- Asia Rugby Championship Division 2 (2022)